# Jean Turquet
Jean Turquet, né au hameau de Pradelette (commune de Clugnat) dans le département de la Creuse le 20 mai 1867 et mort dans cette même commune le 16 mai 1945, est un médecin français explorateur des zones polaires.

## Biographie
Il est le fils de Pierre Turquet (cultivateur) et de Marie Vaury son épouse. 
Après des études à l’école primaire de Clugnat et la poursuite au lycée de Guéret, il obtient son doctorat en médecine à la faculté de Paris, ainsi qu’une licence ès-sciences naturelles.
Médecin au service de l’assainissement de la préfecture de la Seine durant cinq ans, du 1er novembre 1901 à 1903, il obtint une bourse préparatoire de voyage, au Muséum d’histoire naturelle de Paris. 
De 1903 à 1905, il participe en tant que naturaliste à l’expédition du bateau le Français en Antarctique. À son retour, il escompte mais en vain obtenir la chaire de botanique du Muséum d’histoire naturelle, qui pourtant lui avait été promise avant son départ. Déçu, il rejoint ses parents durant neuf mois dans leur petite ferme familiale à Clugnat. Le 1er décembre 1905, le directeur du Muséum le fait nommer simple préparateur dans un laboratoire de hautes études, ce qui lui permet de vivre modestement durant neuf ans.
Après la Grande Guerre, en 1918, il s’installe comme médecin généraliste dans la commune de Clugnat.
Il est élu maire de Clugnat de 1925 à 1929.

### L'expédition en Antarctique

#### Circonstances du recrutement
Le commandant Charcot initiateur de la 1re expédition française en Antarctique qui part du Havre le 15 août 1903 à bord du bateau le Français, ne quitta la France que le 31 août à la suite d’un accident mortel et des avaries matérielles. En escale à Pernambouc, trois membres de l’état-major du commandant Charcot abandonnèrent la mission. C’est alors que Charcot contacte le directeur du Muséum d’histoire naturelle Edmond Perrier, afin d'avoir un naturaliste qui sera chargé de la botanique et de la zoologie de l’expédition. Perrier désigne tout naturellement Jean Turquet pour effectuer cette fonction (en sachant que l’état major de cette expédition ne reçoit aucun appointement). Charcot accepte cette charge et s’adjoint comme collaborateur Ernest Gourdon. Ces deux scientifiques rejoignent en décembre l’expédition à l’escale de Buenos Aires.

#### Hivernage enTerre de Feu
C’est après une dernière escale dans les terres Magellaniques que s’effectue vraiment le départ vers l’Antarctique le 27 janvier 1904. Ils arrivent le 5 mars sur l'île Wandell (actuellement nommé Booth). C’est sur ce lieu que s’effectue l’hivernage, jusqu’au 26 décembre 1904. Ensuite l’expédition est écourtée à la suite de graves avaries à la coque du « Français », le retour s’effectue vers Buenos-aires pour une mise en cale sèche pour réparation.

#### Travail accompli en Antarctique
En tant que botaniste et zoologue de l’expédition, durant de longs mois de prospection, dans des conditions de rudesse extrême, il prélève et recueille de nombreux échantillons animaux et végétaux qui représentent environ 1200 bocaux.  
De retour en France en avril 1905, il participe alors à des conférences. 
Cette collecte donnera ensuite un travail important d’analyses aux membres du Muséum, de la faculté de médecine et de pharmacie, ce qui à terme a permis la rédaction d’une cinquantaine de mémoires. 
Et c’est en termes élogieux que le Commandant Charcot résume son expédition : « Je suis heureux de pouvoir affirmer une fois de plus que c’est grâce à la persistance et l’ardeur au travail de mes camarades que l’expédition a pu réussir et les remerciements que je leur adresse sont d’autant plus chaleureux qu‘ils m‘ont permis ainsi d’affirmer notre succès sans que je puisse être taxé de vanité personnelle ».

## Hommages
- Timbre émis en 1997 à l’effigie de M. Jean Turquet[11].
- Chevalier de la Légion d'honneur. Nommé chevalier de la Légion d‘honneur en juin 1906[12].
- Une rue  de la commune de Clugnat porte son nom.
- Une plaque commémorative est apposée sur la place principale de Clugnat.
- Son nom est attribué à une nouvelle espèce dans le genre Cordylochele : Cordylochele turqueti (archives Ifremer)[13].
- Son nom est attribué à une nouvelle espèce dans le genre Hydroides : Schizotricha turqueti (archives Ifremer)[14].
- Son nom est attribué à une nouvelle espèce de mousses : Brachythecium turqueti (archives Ifremer)[15].
- Son nom est attribué à une nouvelle espèce d’algues : Gymnogongrus turquetii (archives Ifremer)[16].
- En 2016, sortie du livre Un paysan creusois en Antarctique ou le roman du docteur Jean Turquet de Jean-Michel Auxiètre aux Éditions L'Harmattan.

## Publication
- Jean Turquet, « La vie animale au pôle sud - La vie végétale au pôle sud », dans Jean-Baptiste Charcot, Le Français au pôle sud, Paris, Flammarion, 1906 (lire en ligne), p. 415 à 433 et p.434 à 443